# Grizzly Giant

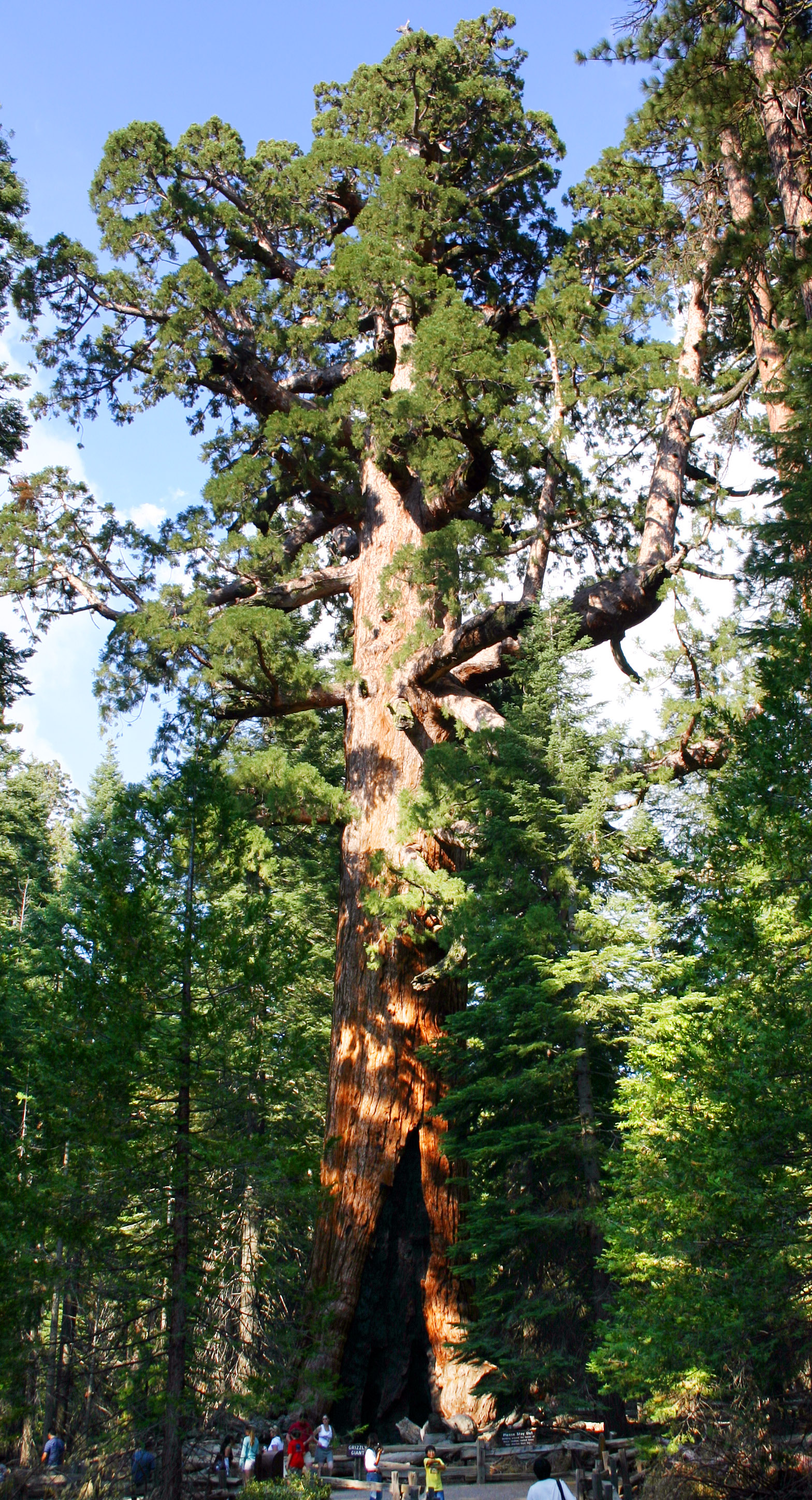
Grizzly Giant no Parque Nacional de Yosemite

Grizzly Giant é uma sequoia-gigante em Mariposa Grove, o maior bosque de sequoias-gigantes do Parque Nacional de Yosemite, Califórnia. A árvore foi medida muitas vezes, mais recentemente em 1990 por Wendell Flint. Tem um volume de 962,9 m³ (34 000 ft³), o que faz dela o 26º maior sequoia-gigante viva e pode ser considerada a 25º maior, dependendo do estado da sequoia Ishi Giant após um incêndio em 2015. Grizzly Giant é a sequoia mais antiga do Mariposa Grove. Anteriormente acreditava-se que Grizzly Giant era a árvore maior e mais antiga da Terra.

## Dimensões
|                                    | Metros | Pés        |
| Altura acima da base               | 63,7 m | 209 ft     |
| Circunferência ao nível do solo    | 29,5 m | 96,5 ft    |
| Diâmetro à altura do peito (1,5 m) | 7,8 m  | 25,5 ft    |
| Volume estimado do tronco          | 963 m³ | 34 005 ft³ |